# British Shorthair

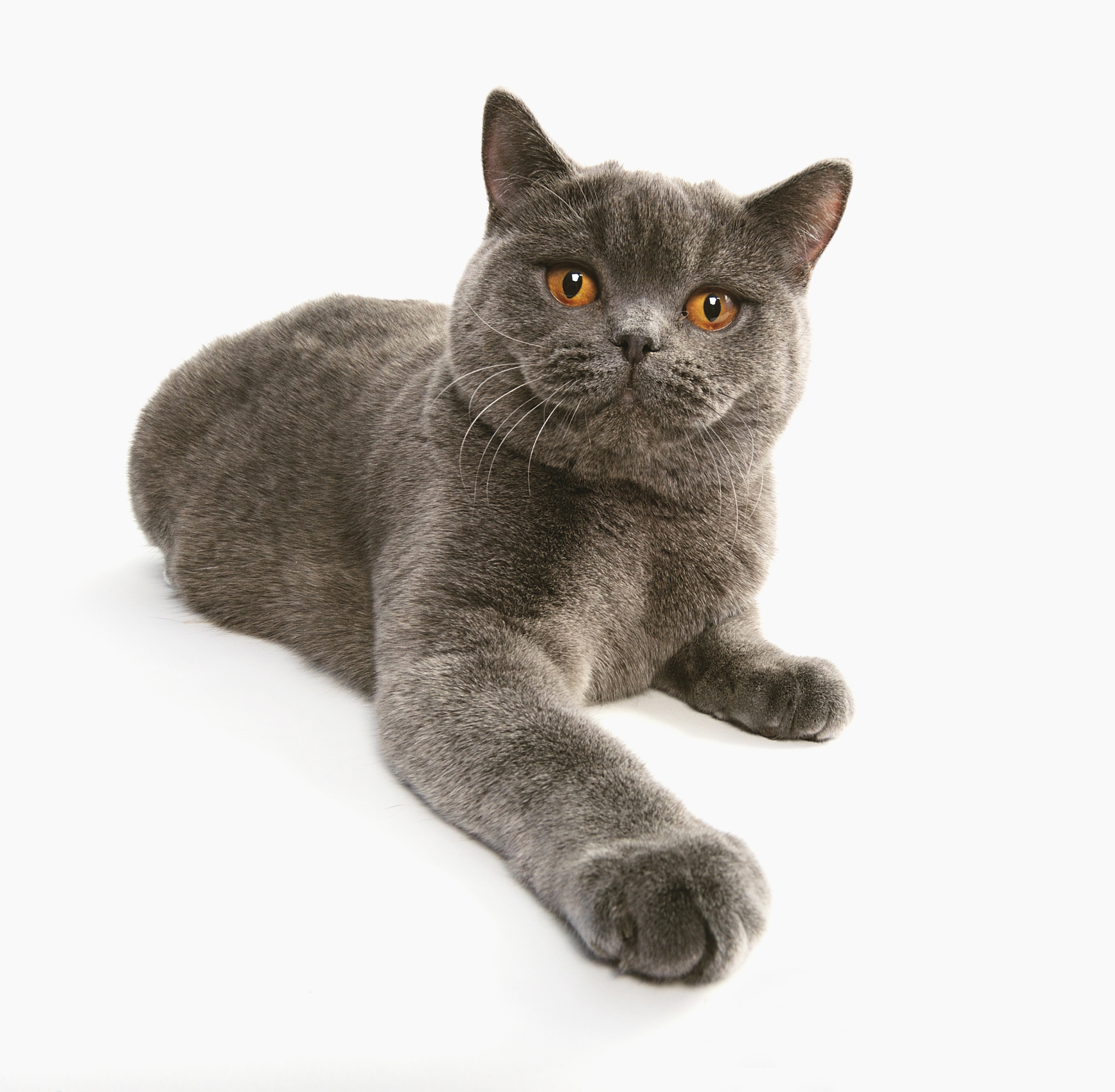
O British Shorthair cu blană gri-albăstruie

British Shorthair este numele unei rase de pisici domestice ale cărei caracteristici o fac populară în showurile de pisici. Principala caracteristică este părul scurt și faptul ca nu lasă păr-această caracteristică este pe jumătate reală, pisica lăsând jumătate din parul pe care l-ar lăsa o pisică normală, daca este întreținută. Aceasta este cea mai populară rasă de pisici înregistrată de UK's Governing Council of the Cat Fancy (GCCF) din 2001, de când a învins pisica persană.

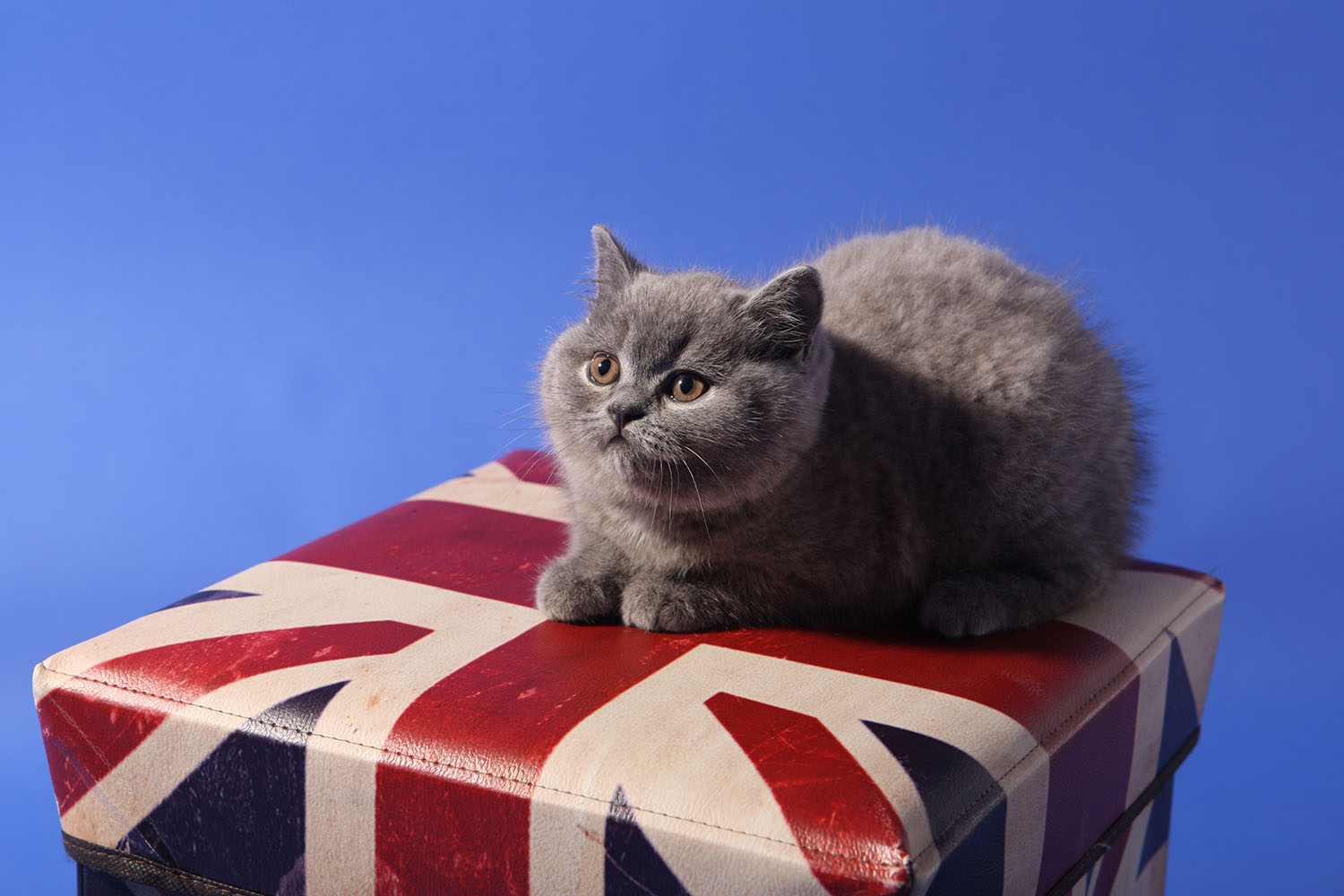
British Shorthair și steagul Union Jack

## Origini
British Shorthair este descendentă a pisicilor aduse în Marea Britanie de către romani și apoi împerecheate cu pisicile native sălbatice. Mai târziu au fost încrucișate cu pisicile persane pentru a avea o blană groasă asemenea lor. Rasa a fost definită în secolul XIX-lea și pisicile British Shorthair au fost prezentate la showul de pisici din 1871 de la Crystal Palace. Popularitatea rasei a fost în declin în anii 40', dar de la sfârșitul celui de-al Doilea Război Mondial programele de împerechere a rasei s-au intensificat și popularitatea acestor pisici a crescut din nou.

## Caracteristici:
*Urechile sunt de mărime medie, late la bază, vârfuri curbate.
*Cap rotund cu maxilare mai mari la masculi decât la femelele.
*Corp musculos, gât scurt și gros, membre scurte, dar puternice.
*Coada oarecum scurtă în proporție cu corpul, mai groasă la bază, se îngustează spre vârf.
*Blană catifelată, păr scurt și des.
*Speranța de viață este destul de mare, de la 7 la 12 ani, în funcție de nutriție și stilul de viață.
*Femelele pot cântări până la 5 kilograme, masculii până la 7.
*Pisicile British Shorthair adesea au afecțiuni din cauza fondului genetic redus: boli ale articulațiilor, boli cardiace, cum sunt cardiomiopatia hipertrofică (HCM) și hemofilia B, chisturi renale ereditare. Simptomele apar doar la bătrânețe, după ce multe dintre animale au transmis gena urmașilor lor(gena chisturilor renale este dominantă).